# Adriaan de Lelie

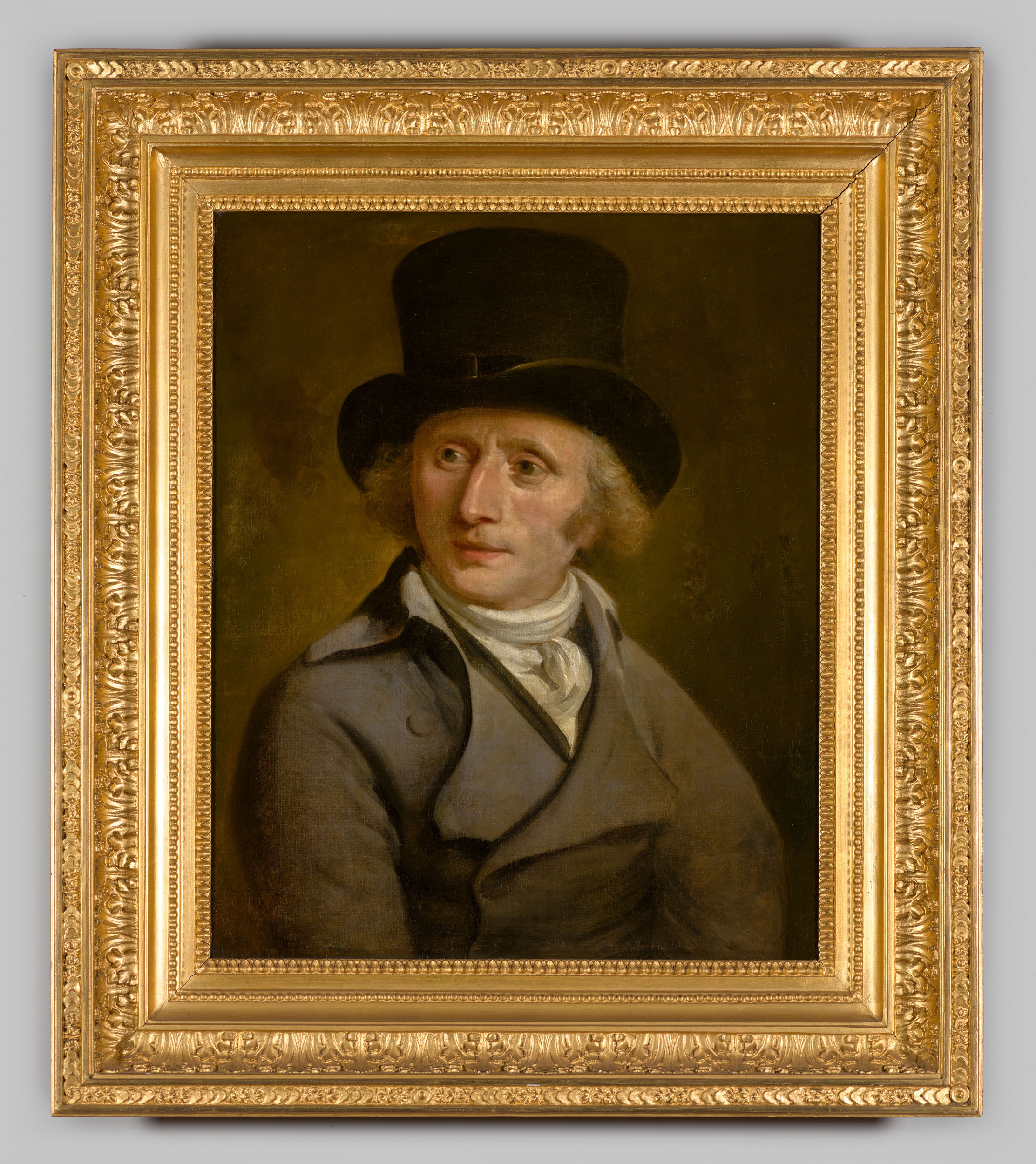
Selbstporträt, um 1800, Geldersch Landschap en Kasteelen

Adriaan de Lelie, auch Adrianus de Lelie (* 19. Mai 1755 in Tilburg, Provinz Noord-Brabant, Republik der Vereinigten Niederlande; † 30. November 1820 in Amsterdam, Königreich der Vereinigten Niederlande), war ein niederländischer Maler und Zeichner.

## Leben
Adriaan de Lelie wurde als Sohn des Malers, Kartenmachers und Kunsthändlers Arnoldus de Lelie (1714–1766) und dessen Ehefrau Helena Hoecken (1724–1804) in eine katholische Familie geboren, die in der Tilburger Textilindustrie tätig war. Über seine frühe Ausbildung ist wenig bekannt. 1773 begleitete er seinen Freund und Lehrer Cornelis van Spaendonck (1756–1839) nach Antwerpen. Dort besuchte er die Kunstakademie und gestaltete in Zusammenarbeit mit den Dekorationsmalern A. Peeters und Andreas Bernardus de Quertenmont Tapeten mit Historien und Bildnissen.

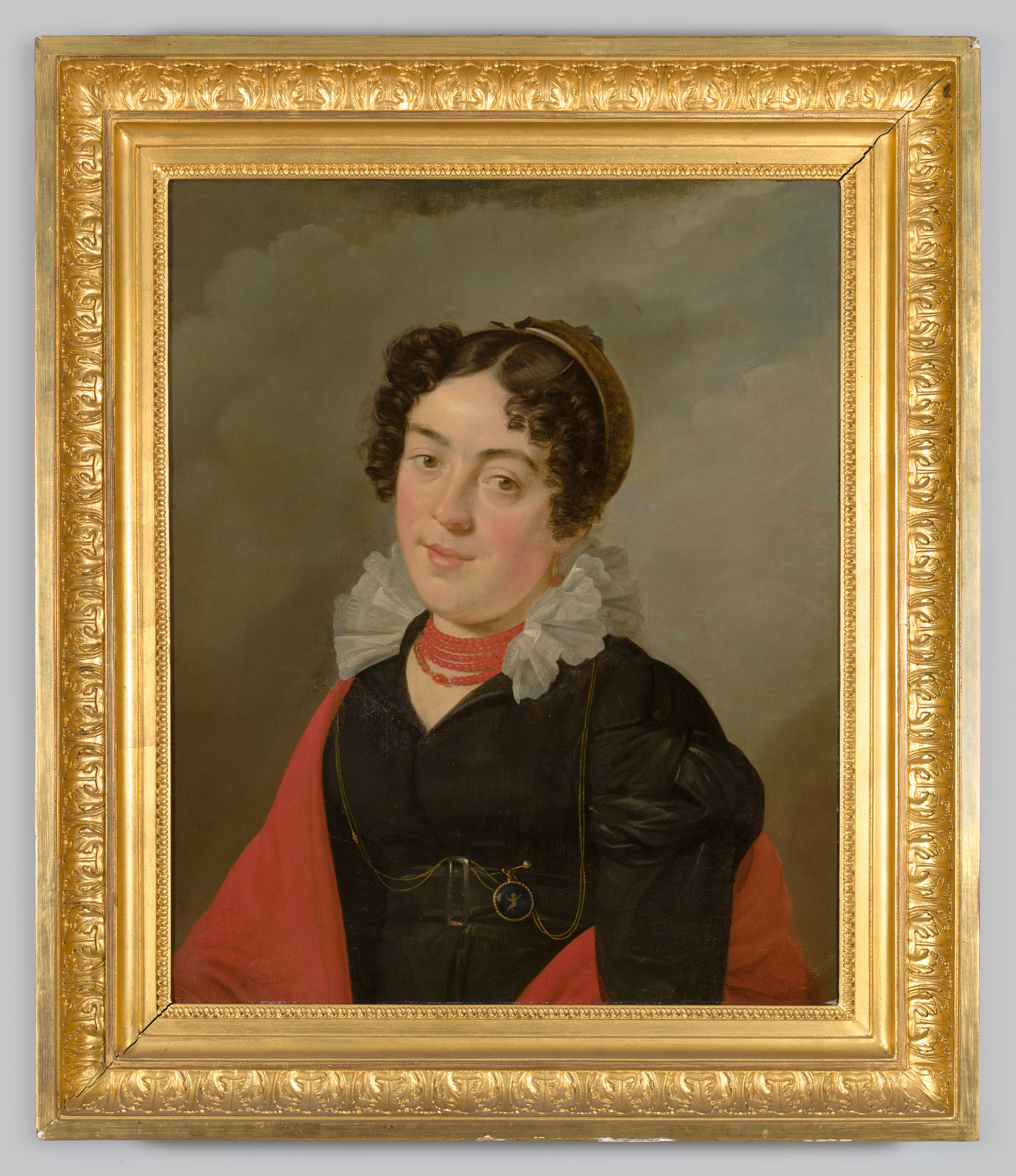
Bildnis der Ehefrau

1782 weilte er in Düsseldorf und kopierte Gemälde von Peter Paul Rubens und Anthonis van Dyck in der Kurfürstlichen Gemäldegalerie. Bei dieser Tätigkeit lernte er einen Landsmann kennen, den Anatomieprofessor Petrus Camper, der ihm riet, sich in Amsterdam niederzulassen. 1783 folgte er diesem Rat und etablierte sich bis zur Jahrhundertwende als einer der bedeutendsten Porträtmaler bürgerlicher und großbürgerlicher Schichten der Stadt. 1786 heiratete er Maria Theresia Morria (1758–1821), die vier Kinder gebar, von denen zwei früh starben. Im gleichen Jahr wurde er Mitglied der Lukasgilde Amsterdams. Im September 1787 trat er der einflussreichen Gesellschaft Felix Meritis bei, deren Akteure und Wirken er malerisch festhielt.
Angelehnt an die Tradition der niederländische Galerie-Darstellung, etwa entsprechenden Gemälden von Johann Zoffany, schuf Lelie mit den Bildern Die Kunstsammlung von Jan Gildemeester Jansz. in seinem Haus an der Herengracht (1794/1795) und Der Sammler Josephus Brentano in seinem Kunstsaal (um 1795) Werke, die seinen Ruhm begründeten. Stilistisch stehen diese Bilder zwischen Konversationsstück und Genrebild und vermitteln einen authentischen Eindruck der Räumlichkeiten und der geselligen Kunstbetrachtung in Amsterdam.

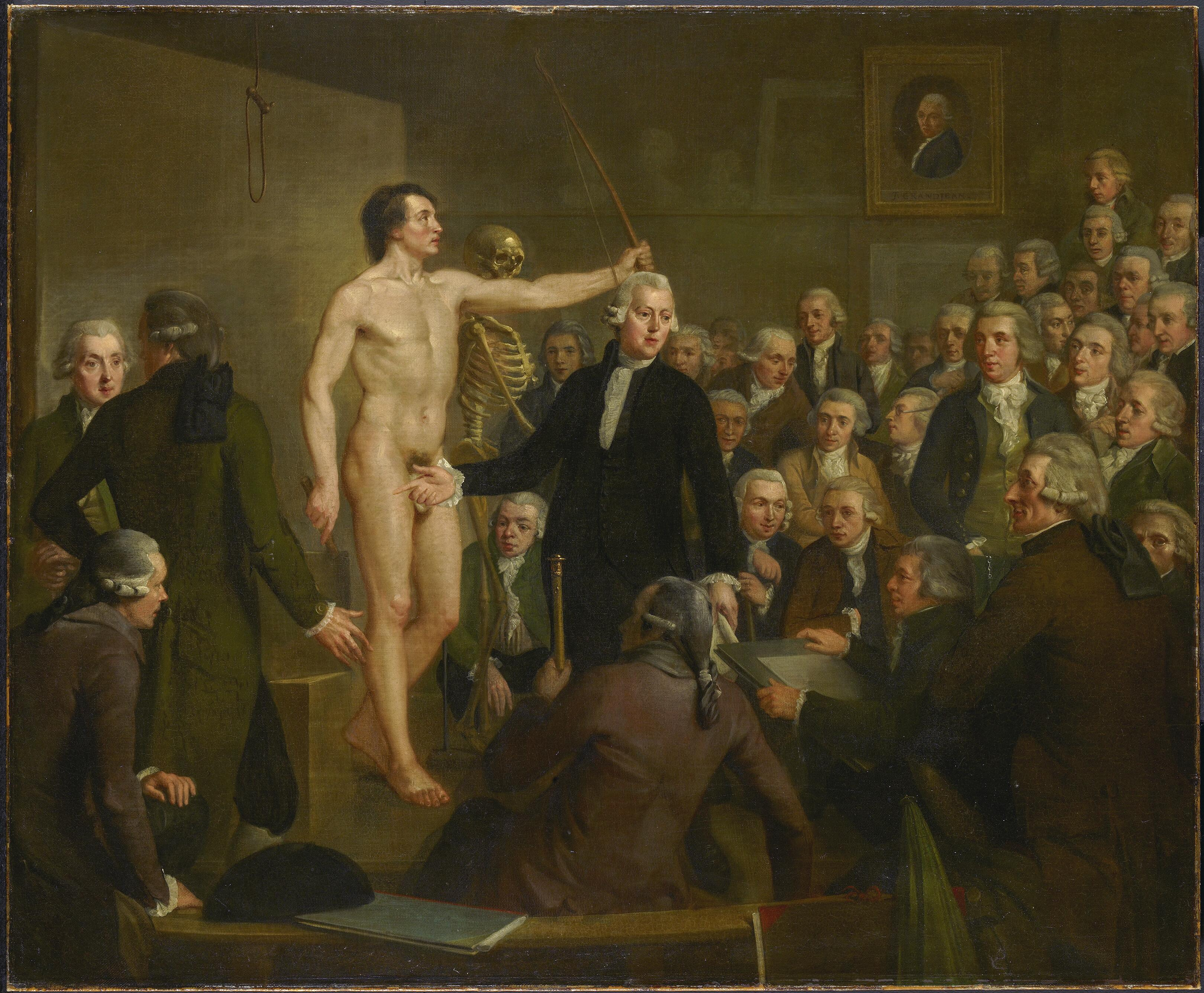
Anatomievortrag von Andreas Bonn vor der Abteilung für Zeichenkunde der Gesellschaft Felix Meritis, 1792, Amsterdam Museum
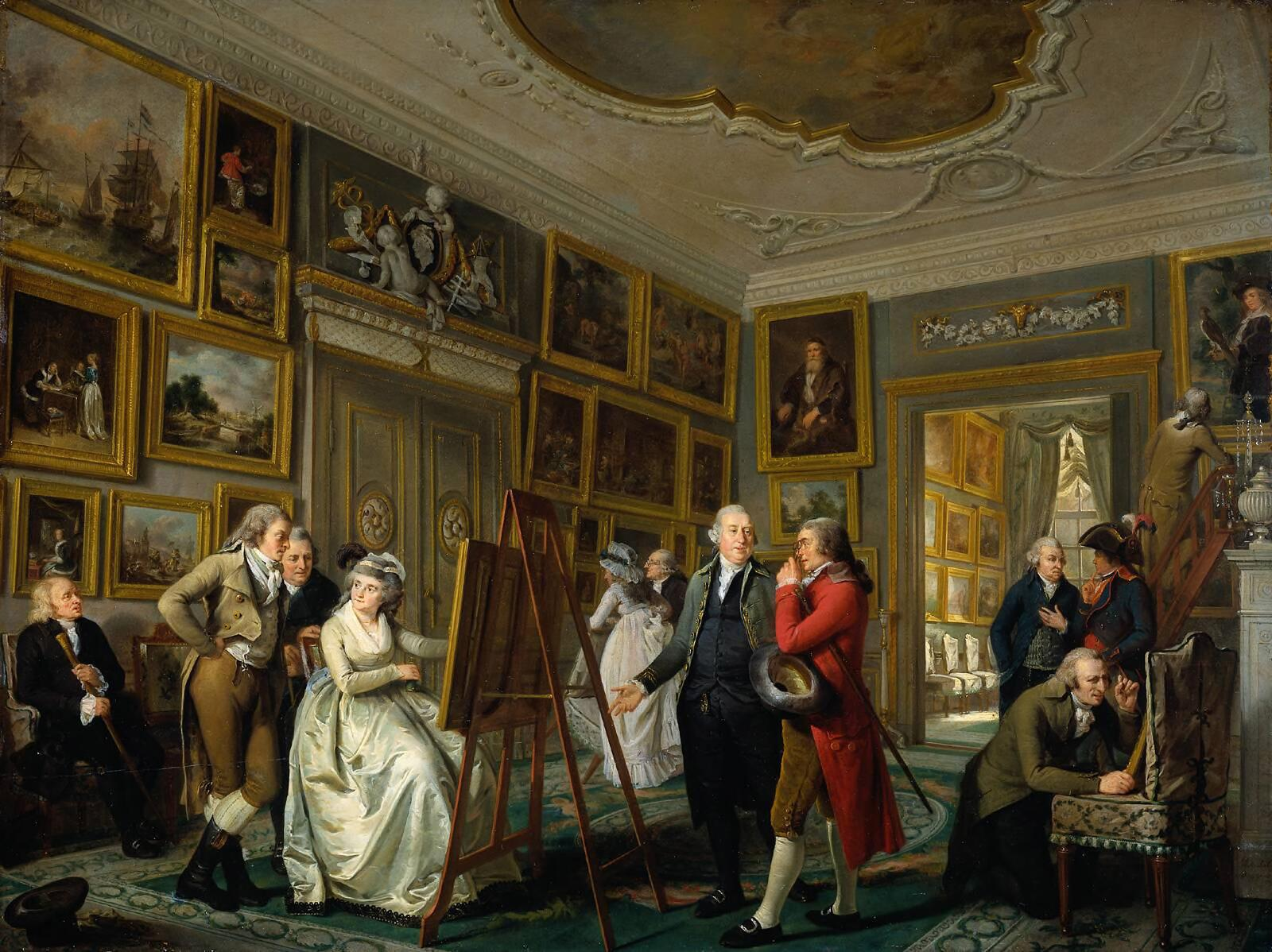
Die Kunstsammlung von Jan Gildemeester Jansz. in seinem Haus an der Herengracht, 1794/1795, Rijksmuseum Amsterdam
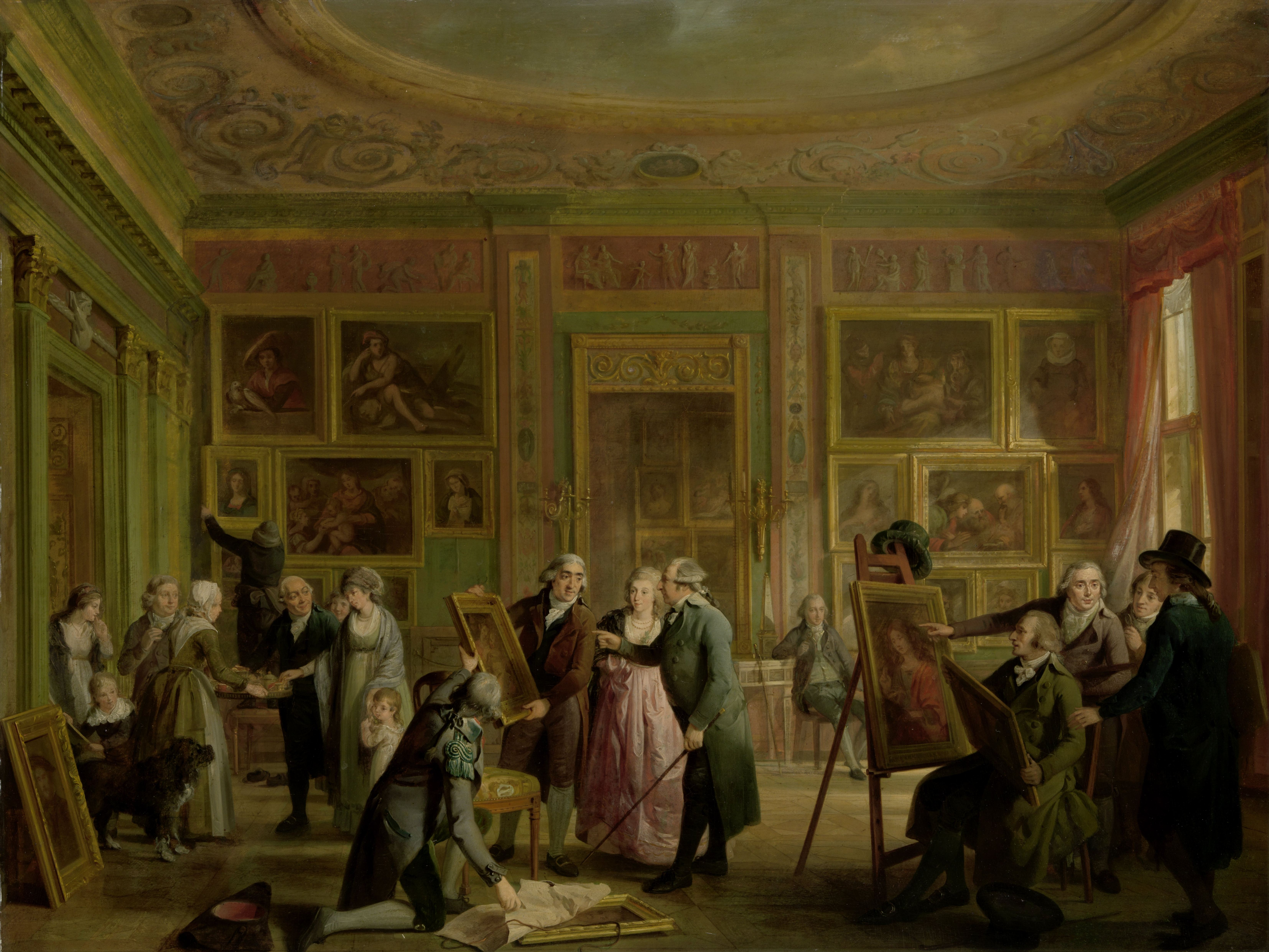
Der Sammler Josephus Brentano in seinem Kunstsaal, um 1795, Rijksmuseum Amsterdam
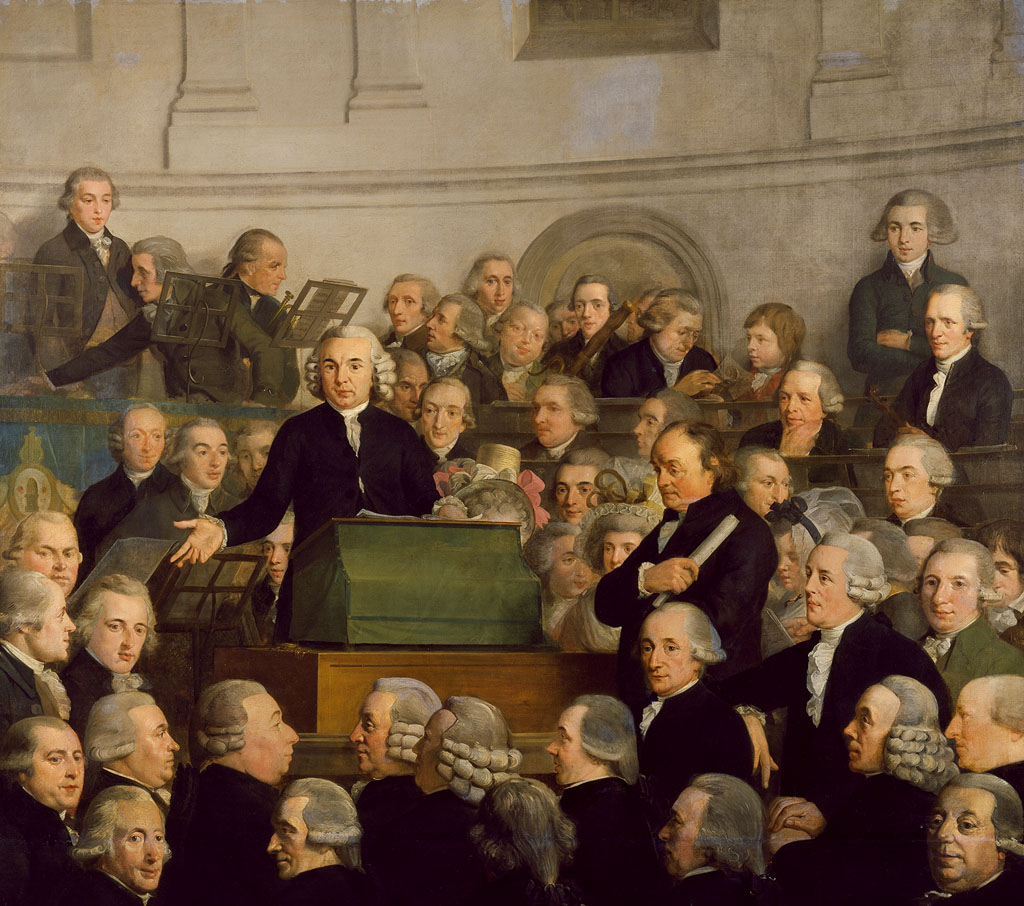
Die Einweihung des Hauses der Felix Meritis am 31. Oktober 1788, Gruppenbild mit Selbstporträt (unten links), 1800/1801, Amsterdam Museum
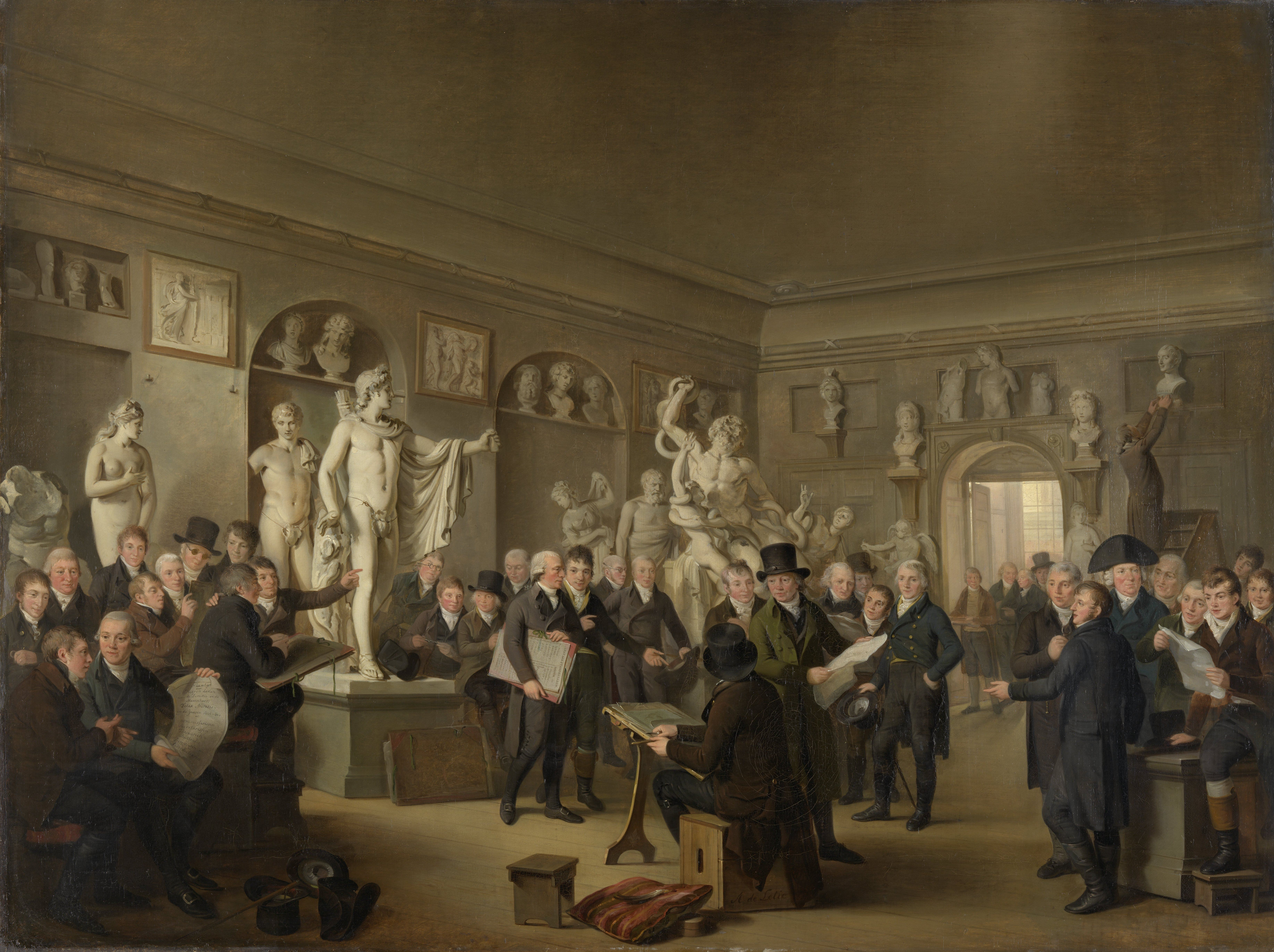
Der Skulpturensaal der Felix Meritis, Gruppenbild mit Selbstporträt (mit dem Rücken zum Betrachter in der Bildmitte mit Zylinder), um 1807, Rijksmuseum Amsterdam

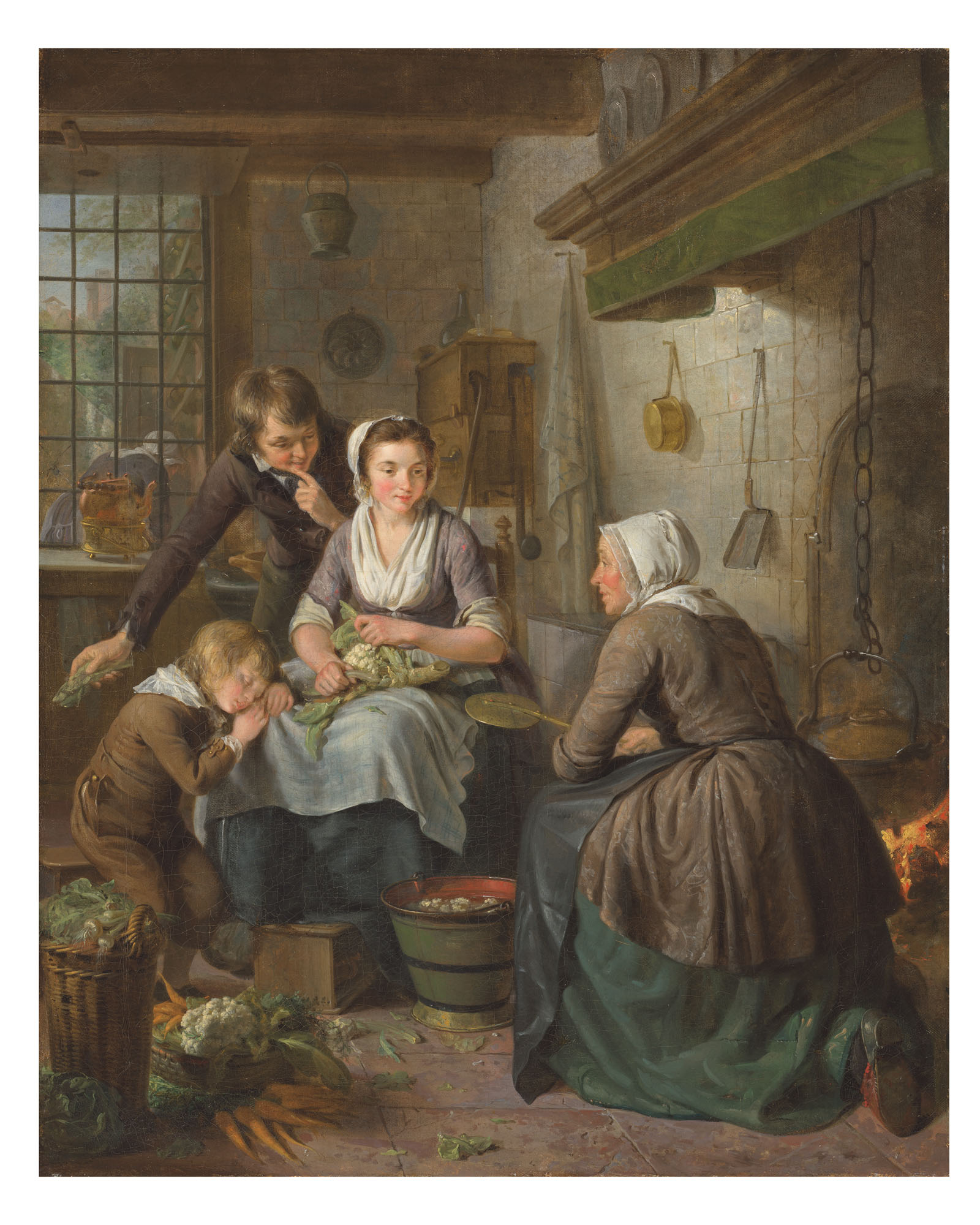
Die Pfannkuchenbäckerin

Familienbildnisse gelangen ihm besonders gut. Allegorien, die einen Teil seines Œuvre bildeten, sind offenbar nicht erhalten. Nach 1795 malte er auch Genrestücke und Interieurs mit Themen und im Stil der niederländischen Genremalerei des 17. Jahrhunderts, so Die Pfannkuchenbäckerin und Morgendlicher Besuch. Bei einigen Werken arbeitete er mit dem befreundeten Landschaftsmaler Egbert van Drielst (1745–1818) zusammen, der zu seinen Motiven landschaftliche Hintergründe anlegte. Etliche seiner Gemälde haben hohen dokumentarischen Wert, so auch seine Porträts von Angehörigen der Partei der Patriotten, die Kniestücke von Bürgermeister Hendrik Hooft und Adolph Werner Baron von Pallandt zu Keppel (1733–1813), die Luigi Schiavonetti (1765–1810) in Farben stach, diverse Bildnisse Amsterdamer Katholiken und das Gruppenbild Anatomievortrag von Andreas Bonn vor der Abteilung für Zeichenkunde der Gesellschaft Felix Meritis (1792).
Sein Sohn Jan Adriaan Antonie de Lelie (1788–1845) war ebenfalls Maler. Dieser war Schüler seines Vaters, schuf Frucht- und Genrestücke, außerdem wirkte er als Restaurator. Ein weiterer Schüler war Jean Augustin Daiwaille.
1808 wurde Lelie als Mitglied IV. Klasse in das von Louis Bonaparte gegründete Koninklijk Instituut van Wetenschappen, Letterkunde en Schoone Kunsten aufgenommen.